# ケフェウス座クシー星
ケフェウス座ξ星は、ケフェウス座の恒星で4等星。

## 概要
3つまたは4つの恒星による連星系である。小望遠鏡では、4等星でAm星のA星と6等星でF型主系列星のB星が8秒離れて見える。さらに約2分離れたところには13等星のC星がある。
A星はそれ自体が分光連星で、6等星でF型のスペクトルを持つ伴星が平均2.4au離れた軌道を810.9日の周期で周回している。B星は、A星のペアの周りを平均359au（近点273au、遠点445au）の軌道を約3,800年かけて周回している。C星はおそらく見かけの二重星と考えられているが、もし連星系の一員だった場合、A星のペアから少なくとも3,000au離れた軌道を80,000年以上かけて周回していることとなる。

## 名称
固有名クラー (Kurhah) は、近世のアラビア語で読むと「馬の額の白斑」を意味する al-qurḥa に由来する。ただし、元の言葉は他の意味の言葉に読むこともできるため、正確な意味は不明。2016年9月12日に国際天文学連合の恒星の命名に関するワーキンググループ (Working Group on Star Names, WGSN) は、Kurhah をケフェウス座ξ星Aの固有名として正式に承認した。